# Camponotus reticulatus
Camponotus reticulatus är en myrart som beskrevs av Julius Roger 1863. Camponotus reticulatus ingår i släktet hästmyror, och familjen myror.

## Underarter
Arten delas in i följande underarter:
- C. r. fullawayi
- C. r. gestiens
- C. r. imparilis
- C. r. jagori
- C. r. latitans
- C. r. mackayensis
- C. r. reticulatus
- C. r. sericellus
- C. r. yerburyi